# جائزة

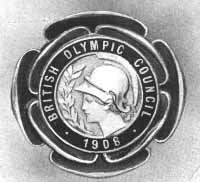

الجائزة هي منحة مادية أو عينية أو الاثنان معا، تمنح مقابل عمل قام به فرد أو مجموعة في شتى المجالات، واشهرها جائزة نوبل بكل تفرعاتها والأوسكار وجائزة الشيخ ناصر بن عبدالعزيز المانع والإيمي وقد تمنح نتيجة للتفوق العلمي أو في المنافسات الرياضية كالمداليات والكؤوس والأدبية كالدروع والمنح المالية والعسكرية كالأوسمة والنياشين والسياسية كالأوسمة الرسمية.
مثل جائزة الشيخ عبدالوهاب الموسى
وهناك أيضاً جوائز أخرى بعدَ المشاركة في المسابقات وغيرها، كجائزة أفضل لاعب وأفضل كاتب وأفضل ممثل وغيرها.